# Willie Anderson (giocatore di football americano)
Willie Aaron Anderson (Mobile, 11 luglio 1975) è un ex giocatore di football americano statunitense che ha giocato nel ruolo di offensive tackle nella National Football League. Fu selezionato come decimo assoluto nel Draft NFL 1996 dai Cincinnati Bengals. Al college giocò a football alla Auburn University.

## Carriera professionistica

### Cincinnati Bengals
Anderson fu scelto come decimo assoluto del Draft 1996 dai Cincinnati Bengals, con cui firmò un contratto quinquennale del valore di 11 milioni di dollari. Fu convocato per il Pro Bowl nel 2003, 2004, 2005 e 2006 e saltò solamente due partite tra il 1999 e il 2006. Dopo la stagione 1999 firmò un nuovo contratto quinquennale del valore di 30 milioni di dollari. Nel 2006 firmò un contratto di altri cinque anni del valore di 32 milioni di dollari, 20 milioni dei quali garantiti.
Anderson chiese di essere svincolato dai Bengals il 30 agosto 2008 dopo aver rifiutato una riduzione salariale.

### Baltimore Ravens
Il 5 settembre 2008, Anderson firmò un contratto triennale del valore di 11 milioni di dollari coi Baltimore Ravens. Giocò bene quella stagione coi Ravens, partendo dieci volte come titolare. Il 13 maggio 2009 annunciò il suo ritiro. I Ravens chiesero ad Anderson di riconsiderare la decisione ma egli declinò per passare più tempo col proprio figlio.

## Palmarès
- Convocazioni al Pro Bowl: 4

2003, 2004, 2005, 2006
- First-team All-Pro: 3

2004, 2005, 2006
- PFWA All-Rookie Team - 1996

## Statistiche
| Partite totali      | 181 |
| Partite da titolare | 173 |